# Anis Al-Jalis

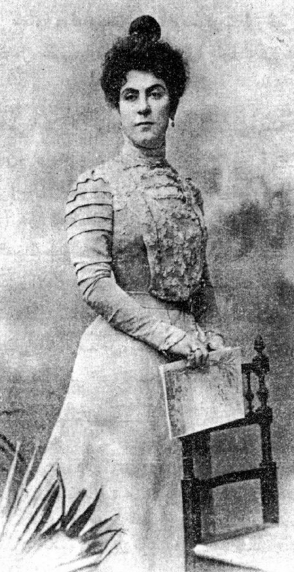
Александра Ав'єріно

Anis Al-Jalis — щомісячний жіночий журнал, що виходив в Александрії з 1898 по 1907 рік. Його засновницею та редакторкою була Александра Ав'єріно, британська та грецька письменниця, яка народилася в Лівані та провела більшу частину своєї кар'єри в Єгипті. Хоча серед авторів були й жінки, зокрема Естер Моял, більшість дописувачів були чоловіками. Журнал здебільшого висвітлював статті про домашнє господарство, практику виховання дітей, моду та оздоблення житла. На початковому етапі Anis Al-Jalis був орієнтований на буржуазних жінок, але згодом він звернувся до всіх категорій суспільства, включно з сільськими жінками, створивши для них окремі розділи.